# Бобинген
Бобинген (нем. Bobingen) — город и городская община в Германии, в Республике Бавария.
Община расположена в правительственном округе Швабия в районе Аугсбург. Население составляет 16 468 человек (на 31 декабря 2010 года). Занимает площадь 50,45 км². Официальный код — 09 7 72 125.
Городская община подразделяется на 6 городских районов.

## Население
По оценке на 31 декабря 2015 года население общины Бобинген составляет 16 955 чел. 

| Дата      | 1840 | 1871 | 1900 | 1925 | 1939 | 1950 | 1961 | 1970  | 1987  | 2011  |
| --------- | ---- | ---- | ---- | ---- | ---- | ---- | ---- | ----- | ----- | ----- |
| Население | 2825 | 2994 | 3023 | 4076 | 5090 | 7966 | 9072 | 12461 | 13553 | 16368 |

| Год       | 1960 | 1970  | 1980  | 1990  | 2000  | 2009  | 2010  | 2011  | 2012  | 2013  | 2014  | 2015  |
| --------- | ---- | ----- | ----- | ----- | ----- | ----- | ----- | ----- | ----- | ----- | ----- | ----- |
| Население | 8925 | 12778 | 13165 | 14539 | 16507 | 16451 | 16468 | 16409 | 16471 | 16574 | 16688 | 16955 |

## История
Во времена, когда на месте нынешнего Бобингена жили алеманны, они называли своё поселение словом Рово. Скорее всего, это было имя какого-то местного вождя. Первый раз это название мелькнуло в хрониках в 506 году. В 993 году хроники называли уже кого-то "Pobinga"-человек из Рово. Название "Pobinga" постепенно превратилось в Bobingen. Бобинген был  тогда владением аугсбургских архиепископов. В 1803 году передел церковной собственности  перевёл Бобинген под юрисдикцию баварского королевства. В 1847 году строительство железной дороги от Линдау до Хофа привело первые паровозы на станцию маленького Бобингена. Именно хорошее сообщение сыграло свою роль в том, что через полвека после этого, в 1899 году, в Бобингене появилось первое промышленное предприятие: фабрика по производству искусственного шёлка. Прошло ещё полвека, пока в 1953 году Бобинген дорос до статуса Markt, и лишь в 1969 году он  получил права и статус города.
На гербе Бобингена смотрит на зрителя большая подкова. Происхождение бобинговской подковы противоречиво. Одни считают, что всё дело в традициях разведения лошадей в этих местах. Другие считают, что это память о венгерской подкове, затерявшейся здесь со времён знаменитой битвы на Лехе в 955 году. Сам же герб с тёмно-голубыми полями ведёт своё происхождение с 1815 года. Это точная копия личной печати тогдашнего аугсбургского архиепископа Клеменса Вецеслауса. В 1837 году по повелению короля Баварии Людвига Первого эта печать стала гербом Бобингена.

## Достопримечательности
В 1972 году в Бобингене появился свой Stadthalle, ставший с тех пор центром культурной жизни. В Бобингене есть также пять храмов двух религий. Двух, потому что в Бобингене есть, кроме христианских храмов, мечеть. Кроме мечети, появившейся совсем недавно, город может с гордостью показать приезжим капеллу Святого Вольфганга (St. Wolfgang- und Wendelin-Kapelle), церковь Святой Фелиции (St. Felizitas), паломническую церковь Святой Марии (Rokoko-Wallfahrtskirche Mariae Himmelfahrt) и евангелическую церковь (Evangelische Dreifaltigkeitskircһе).
Помимо церквей, в Бобингене в старом центре спрятаны несколько замечательных особняков, называемых местными жителями маленькими замками: Нижний, Верхний и Средний (Unteres Schlösschen, Oberes Schlösschen, Mittleres Schlösschen). Есть и ещё три маленьких замка: Святого Креста (Heilig-Kreuz-Schlösschen), Козимоно (Cosimosinisches Schlösschen) и Дом Штауденов (Stauden-Haus).
От прежних времён сохранились и две мельницы: Средняя и Верхняя. Есть и межевой камень на старой римской дороге. Есть, разумеется, и свои старинные пивные и постоялые дворы с ароматом давно прошедших времён.

## Фотогалерея

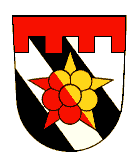
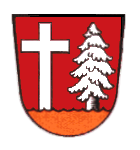
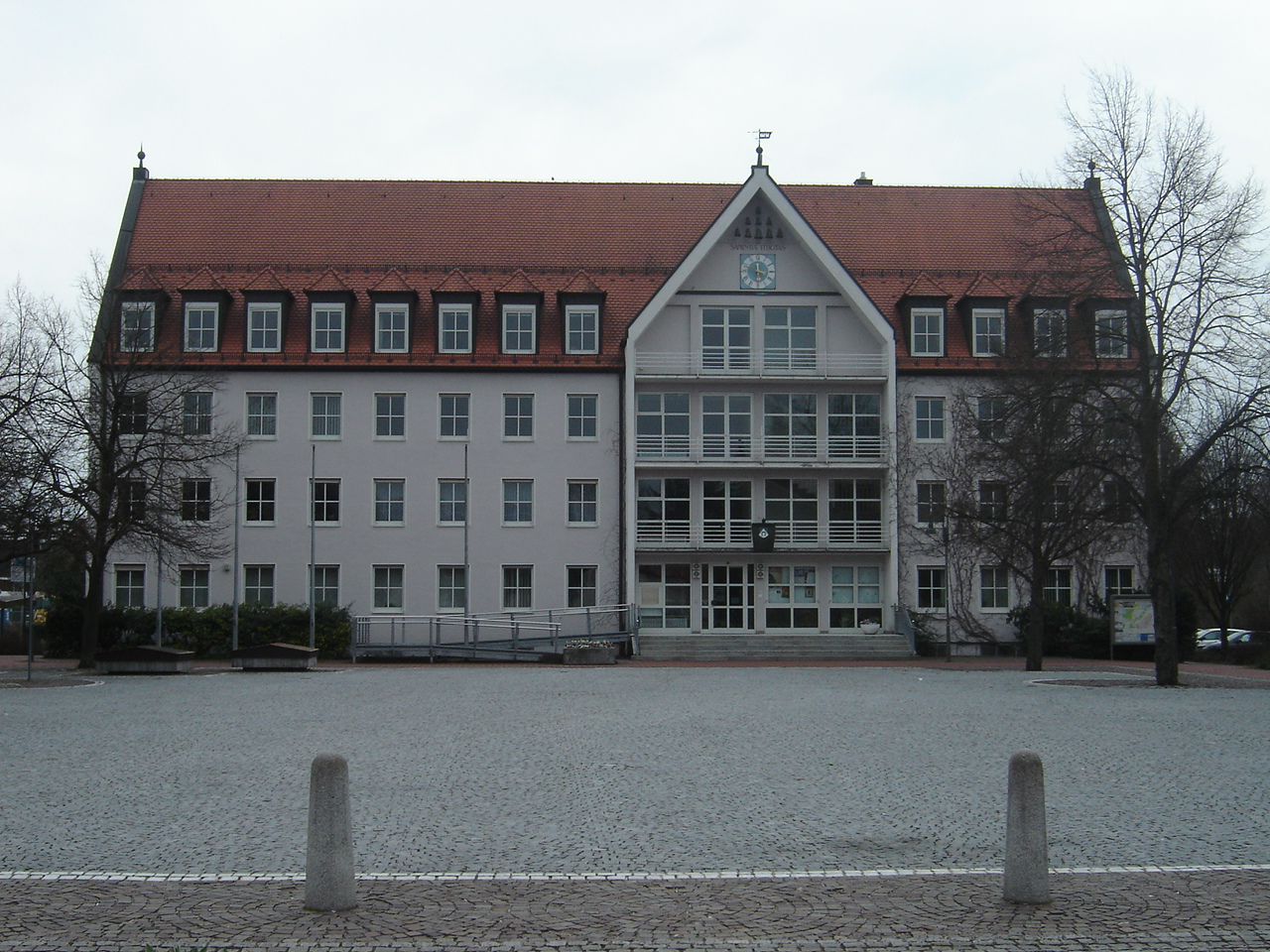
Ратуша
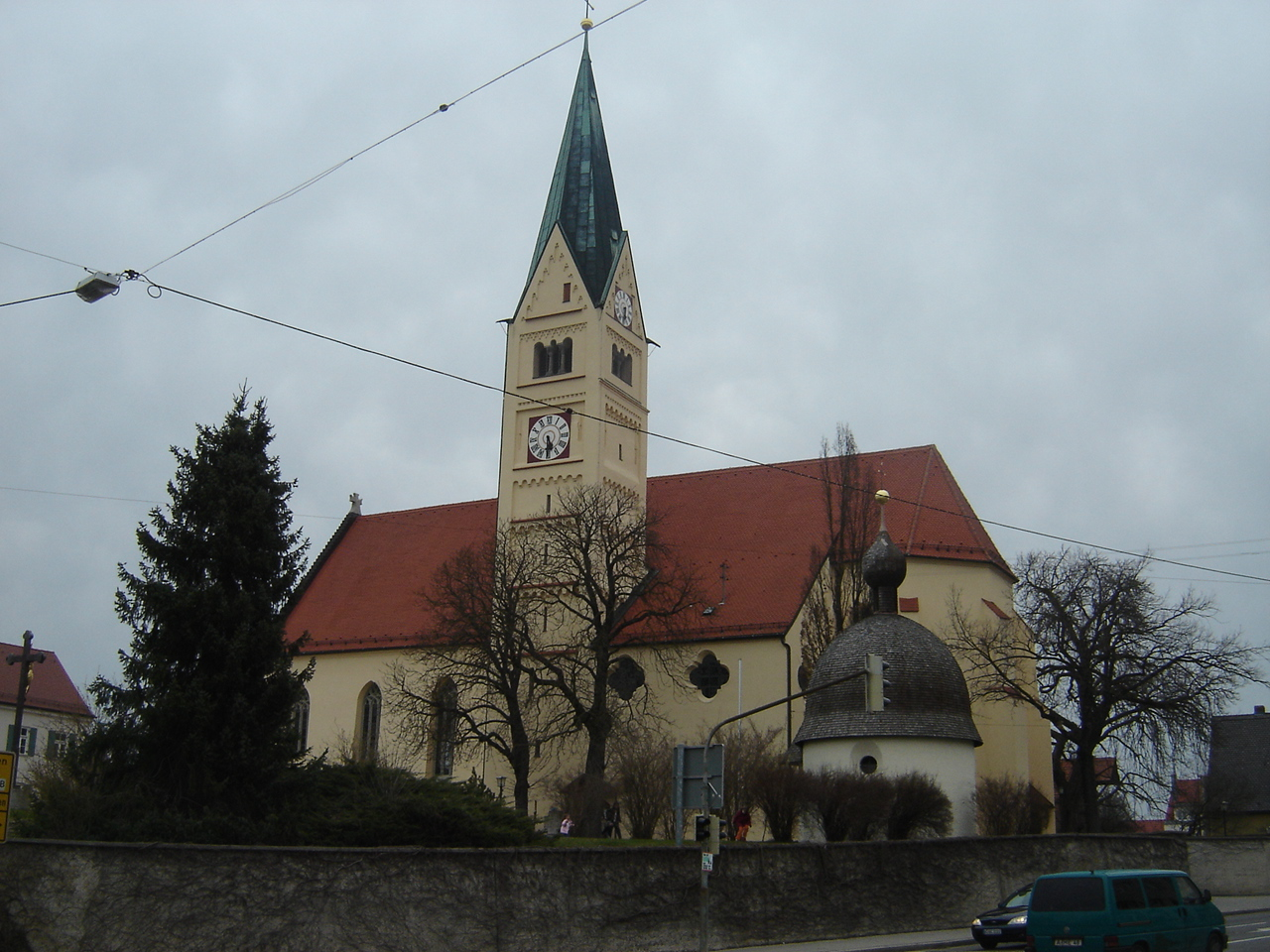
Церковь
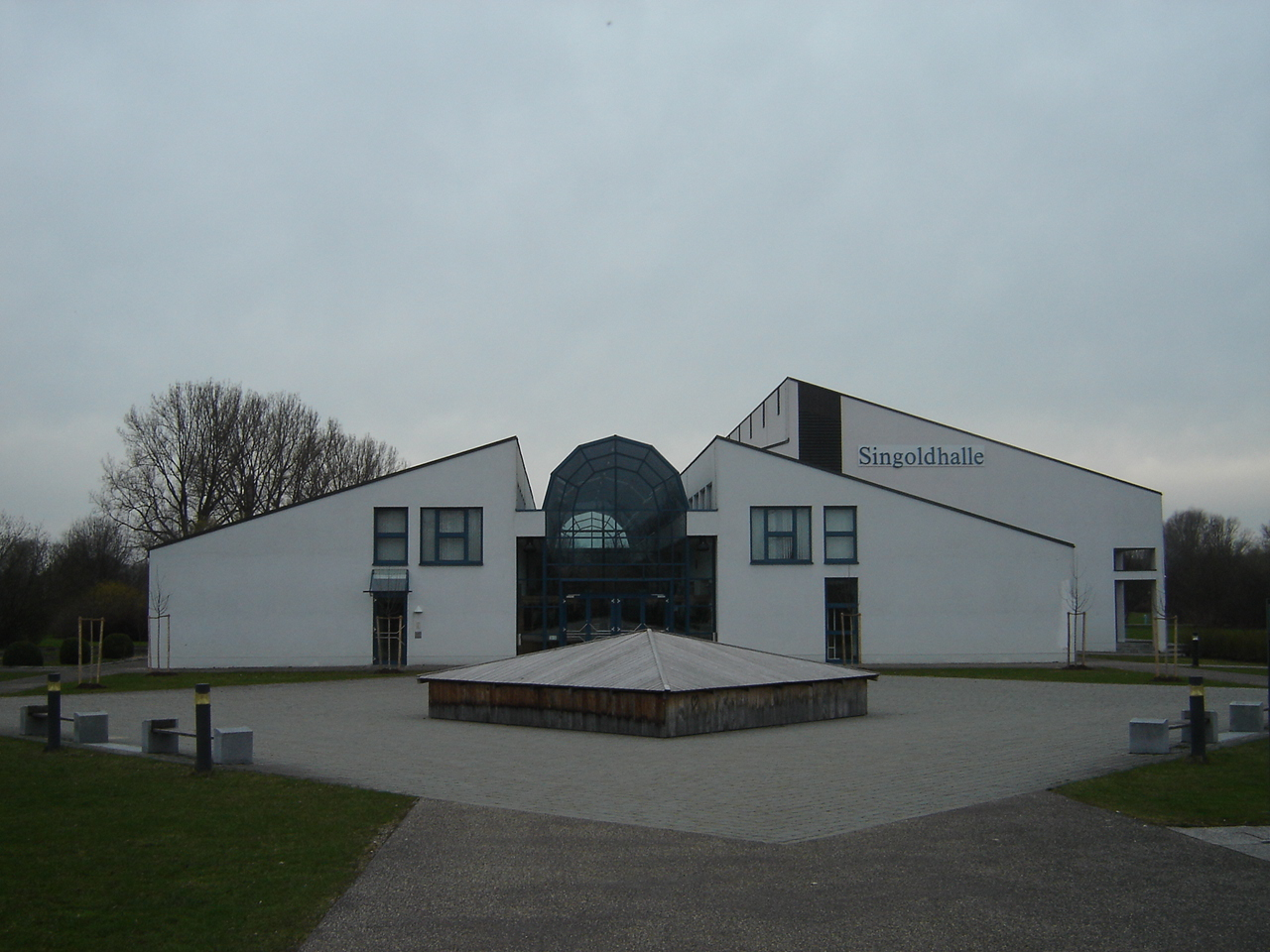
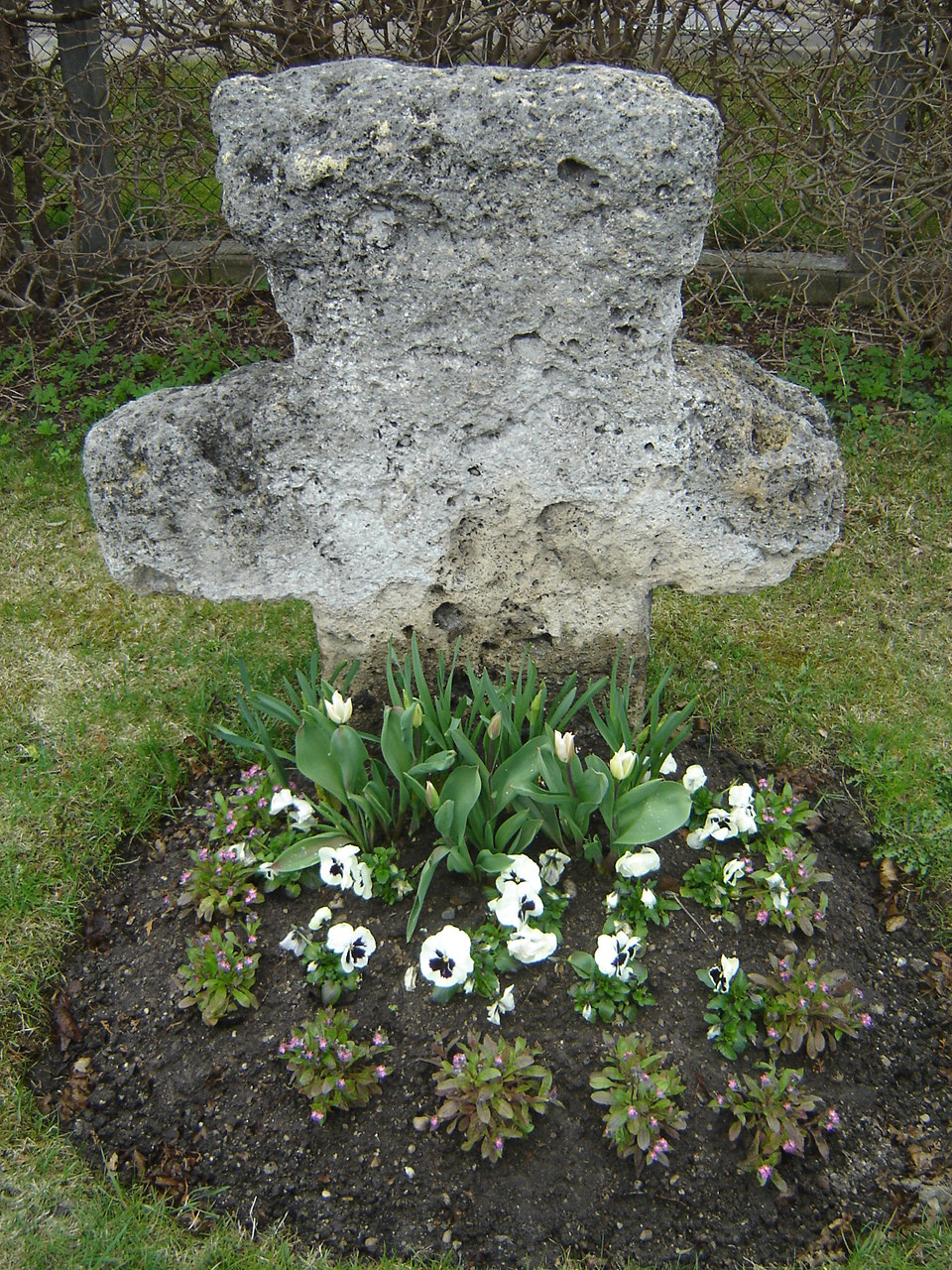
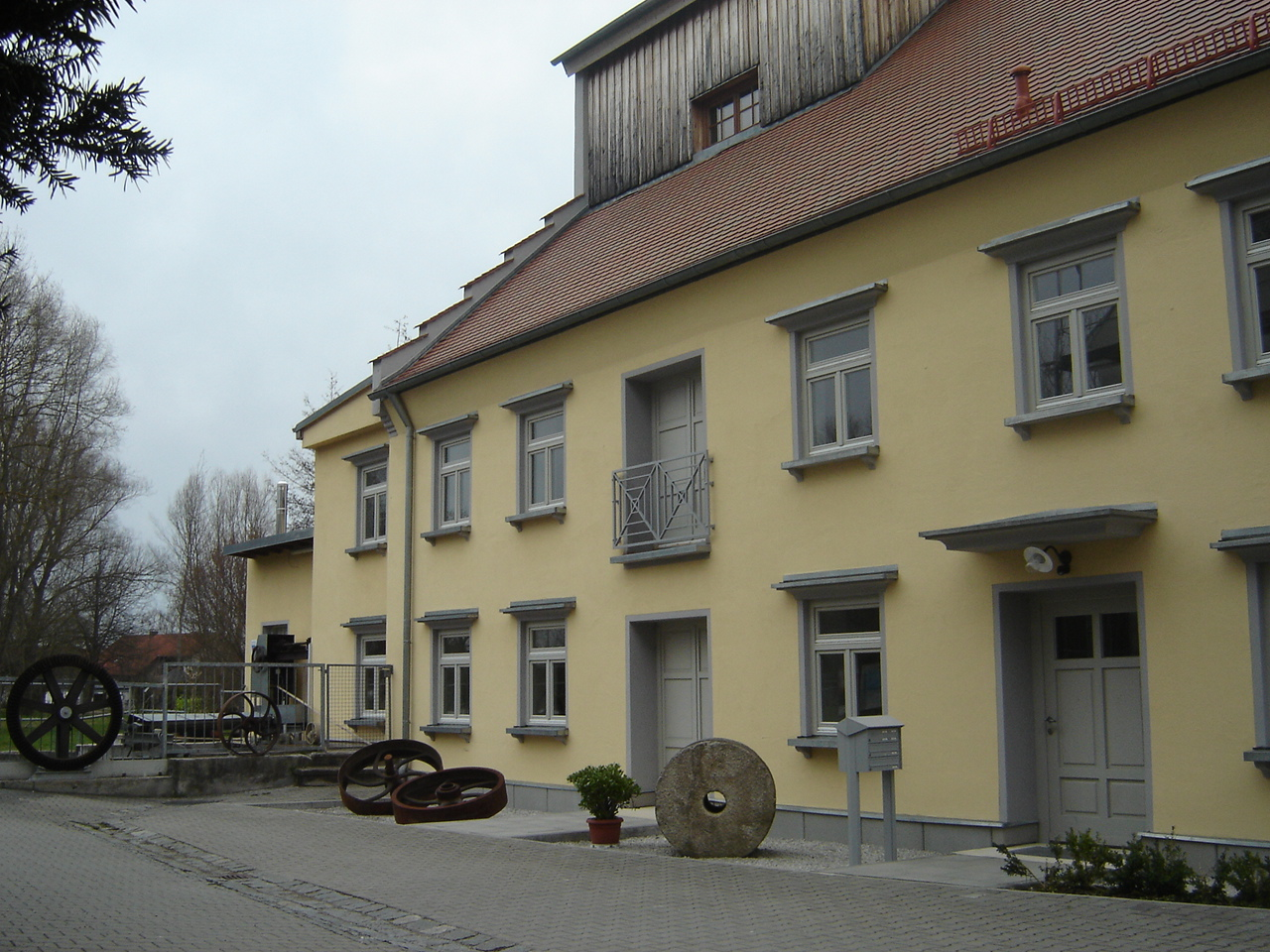